# Jardim Zoológico de Quinxassa
Jardim Zoológico de Quinxassa (francês: Jardin Zoologique de Kinshasa), também conhecido como Zoo de Quinxassa, é um parque zoológico localizado na comuna de La Gombe, ao lado do Grande Mercado de Quinxassa e do Hospital Geral de Quinxassa na República Democrática do Congo. O zoológico abriga mais de 30 espécies de animais, incluindo mamíferos, répteis, aves, peixes e anfíbios, totalizando mais de 129 animais.
O zoológico atrai aproximadamente 1.000 visitantes e funciona como um centro educacional, oferecendo oportunidades de treinamento prático para crianças e estudantes interessados em ciência zoológica, com quase 4.000 alunos de várias escolas da capital realizando visitas guiadas de dezembro a julho.

## História
O Jardim Zoológico foi criado em 1933 por Fernand De Bock, administrador de Léopoldville (atual Quinxassa), juntamente com o Jardim Botânico de Quinxassa. Originalmente localizado a oeste, do outro lado da Avenida das Palmeiras, posteriormente denominada Avenida Príncipe Baudouin (atual Avenida Kasa-Vubu), foi inaugurado em 17 de julho de 1938 e é administrado pelo Instituto Congolês para a Conservação da Natureza (Institut Congolais pour la Conservation de la Nature; ICCN) desde sua criação. O complexo contava com um portal em estilo Arte Déco e um restaurante no mesmo estilo arquitetônico na extremidade oposta.

Em junho de 1939, foi emitida uma série de selos postais com figuras de animais, cujo produto, no valor de Fr.300,000, beneficiou o zoológico. No seu quinto aniversário, o zoológico realizou uma exposição com a presença do primeiro-ministro belga Hubert Pierlot e uma recepção no restaurante. Em agosto de 1954, o zoológico recebeu seu primeiro okapi, a criatura elusiva descoberta na floresta de Ituri no nordeste do atual Congo Belga. O zoológico também contava com um chimpanzé que pedia e fumava cigarros obtidos dos visitantes. O rei Baudouin visitou o zoológico em maio de 1955 durante sua bem-sucedida turnê pela colônia. A partir de 1956, as condições do zoológico começaram a declinar, gerando controvérsias sobre sua possível desativação, com parte do complexo cedida ao então moderno Hospital Geral de Quinxassa. O centro cultural do zoológico, com capacidade para quinhentas pessoas, servia de local para reuniões e conferências, complementado pelo serviço de bufê do restaurante.

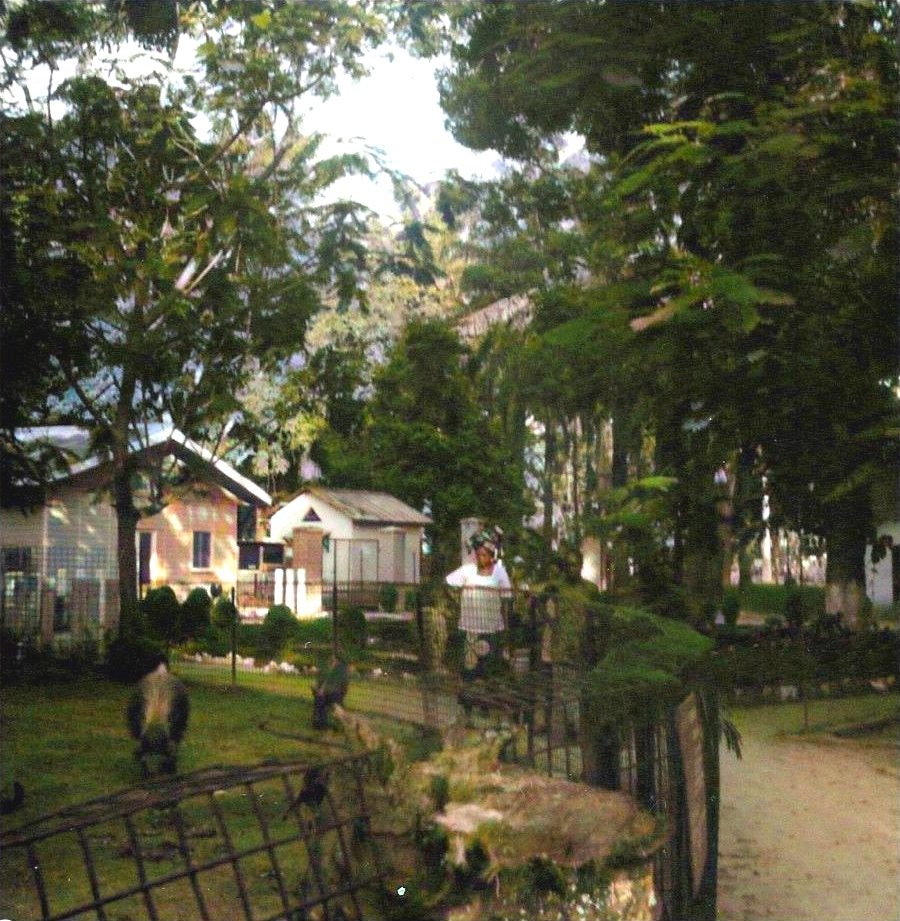
O Jardim Zoológico de Quinxassa, novembro de 1972

No auge, em 1958, o zoológico chegou a ter cerca de 5.000 animais de mais de 1.000 espécies. Notavelmente, em 1961, o primeiro-ministro Cyrille Adoula recebeu seus pares ali após a eleição do novo Parlamento. Ao longo dos anos, o zoológico passou por diversas transformações e reabilitações. Em 1988, o Instituto Nacional de Artes reabilitou o Centro Cultural.
Nos períodos tumultuados das Primeira e Segunda guerras, o zoológico enfrentou enormes desafios. Os efeitos devastadores da guerra levaram a condições precárias para os animais, com escassez de alimento e falta de rejuvenescimento, prejudicando seu bem-estar. Infelizmente, vários chimpanzés foram reduzidos a beber água suja de tigelas, resultando em inanição e na morte de diversos animais até o final de 1999. Em outubro de 2007, foi anunciado o possível traslado do zoológico para o Parque Nacional de N’sele. Segundo o ministro do Meio Ambiente, Didace Pembe Bokiaga, o parque não atendia mais aos padrões internacionais para jardins zoológicos. Outro motivo citado foi a necessidade de reflorestamento do Jardim Zoológico de Quinxassa. Em outubro de 2009, foi anunciado que a Embaixada da França reabilitaria o zoológico.
Em 23 de junho de 2016, a ICCN reintroduziu mil periquitos-cinzentos na reserva Bombo Lumene, no Planalto de Batéké. Cosma Wilungula, diretor-geral da ICCN, anunciou que os periquitos-cinzentos, mantidos em condições de quarentena no zoológico de Quinxassa, seriam devolvidos à vida selvagem.

## Principais exposições

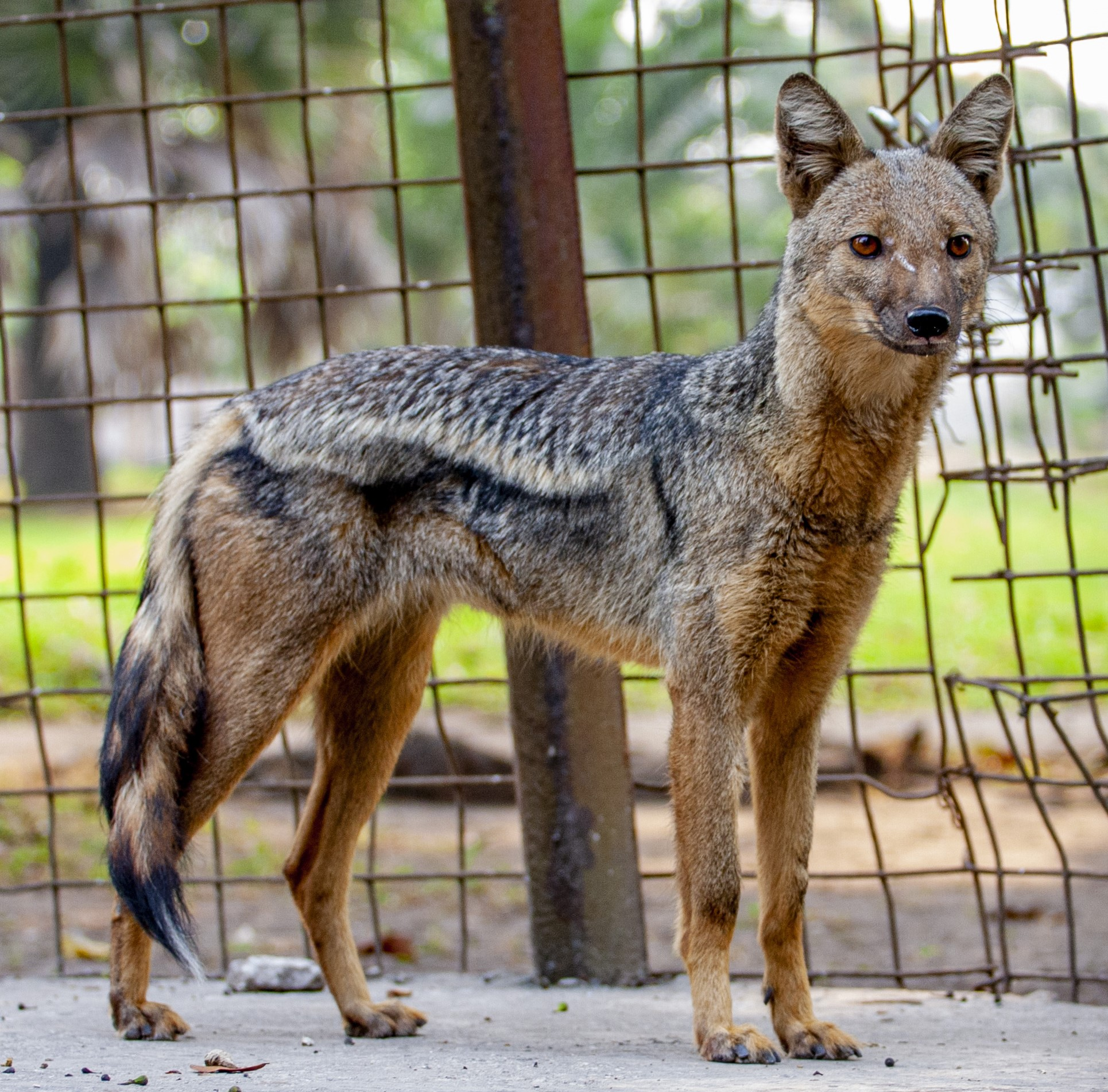
Jaque-listrado no Jardim Zoológico de Quinxassa

O zoológico se compromete a fornecer um refúgio seguro para espécies ameaçadas nativas da República Democrática do Congo. As exposições atuais incluem pitões, cobras, cascavéis, abutres, corvos, cães de guarda de gado, águias, perus, marabus-africanos, gruas-coroada, tartarugas, servales, civetas, gaviões, cavalos, porcos, chacais, búfalos, monitores, milhafres, papagaios e burros. O zoológico também abriga diversos primatas, como chimpanzés, mangabeys-de-crista-negra, malbroucks, gorilas e babuínos-amarelos. Além disso, o parque conta com várias espécies de crocodilos, incluindo crocodilos-do-nilo. Os residentes mais antigos do zoológico são Simon e Antoinette, um casal de crocodilos que vivem no zoo desde 1938. Eles habitam a margem lamacenta de seu grande lago, cada um em sua própria extremidade. O casal chegou ao zoológico cinco anos após sua fundação.

## Esforços de conservação

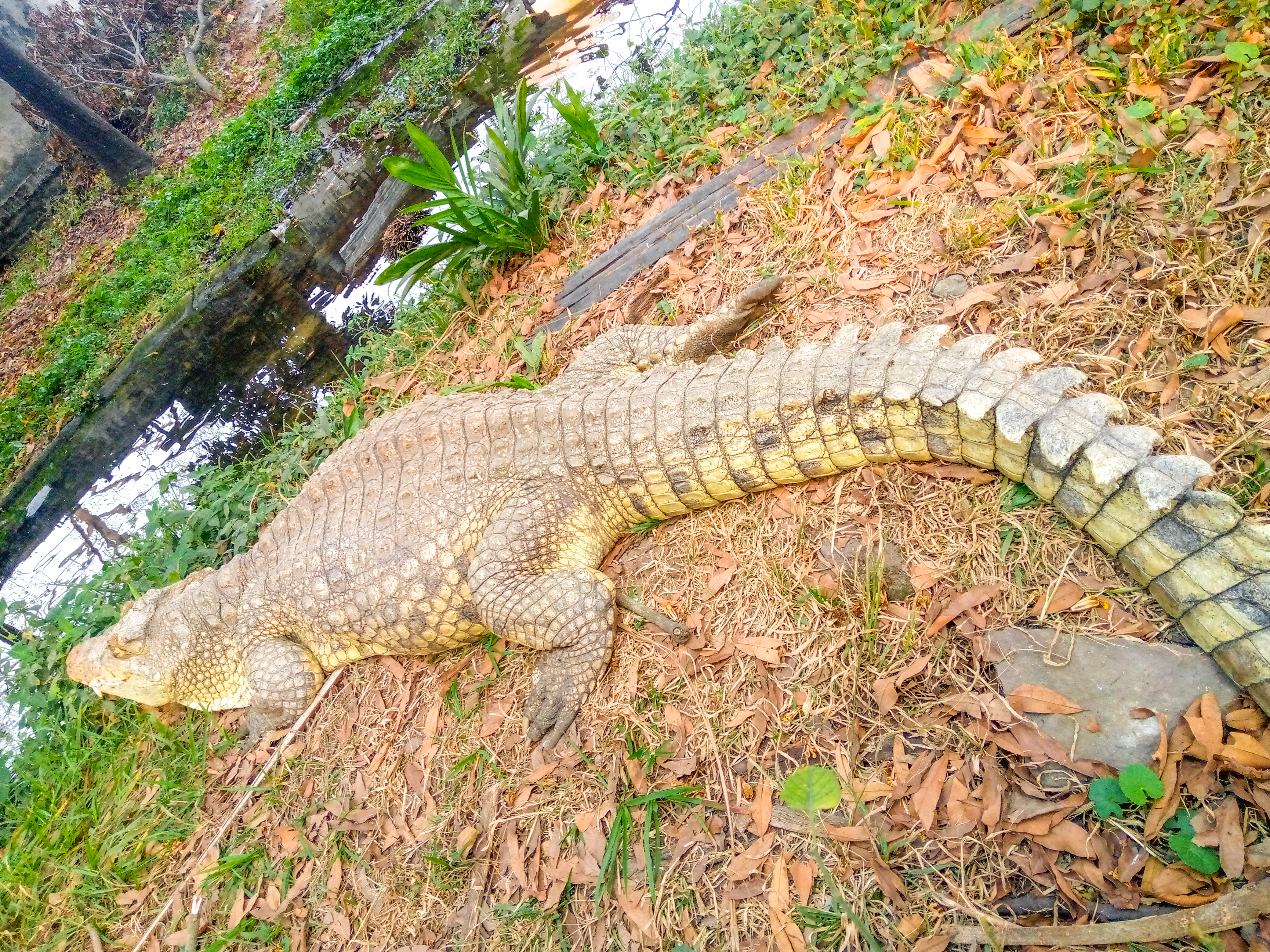
Crocodilo-do-nilo no Jardim Zoológico de Quinxassa

Desde as Primeira e Segunda guerras, o zoológico experimentou uma redução no número de animais devido à degradação ambiental, falta de tratamento, insuficiência de financiamento e rejuvenescimento inadequado do local. Consequentemente, animais como leões, zebras, onças-pintadas, tigres, elefantes, hipopótamos, okapis, antílopes, ursos, guepardos e girafas desapareceram. Os animais atualmente no parque encontram-se em estado de desnutrição, com algumas espécies, como macacos, implorando por alimento aos visitantes estendendo as mãos quando estes se aproximam das gaiolas. O parque se sustenta por meio de auto-financiamento obtido com a venda de ingressos, ao custo de 2.500 FC para adultos e 2.000 FC para crianças. Esse valor é utilizado na compra de alimentos para os animais, compostos principalmente por carnes, legumes e ervas. Além disso, o Zoológico Nacional de Quinxassa recebe sobras de alimentos não vendidos de restaurantes e supermercados generosos.
Os funcionários do parque têm solicitado ao Ministro do Meio Ambiente mais investimentos para garantir a conservação e continuidade do local. Até 2020, o zoológico contava com mais de 129 animais, compreendendo cerca de trinta espécies, segundo o doutor Kazadi Fernand da ICCN.

## Reabilitação
Em 29 de julho de 2021, o Ministro Nacional do Turismo, Modero Nsimba Matondo, lançou as obras de reabilitação do site. Essa reabilitação visa reconectar o parque à frequência de visitantes. Em uma cidade de cerca de 17 milhões de habitantes, a média de visitas é estimada em 500 visitantes por semana, segundo o diretor do zoológico, Simon Dinganga tra Ndeto.

## Galeria

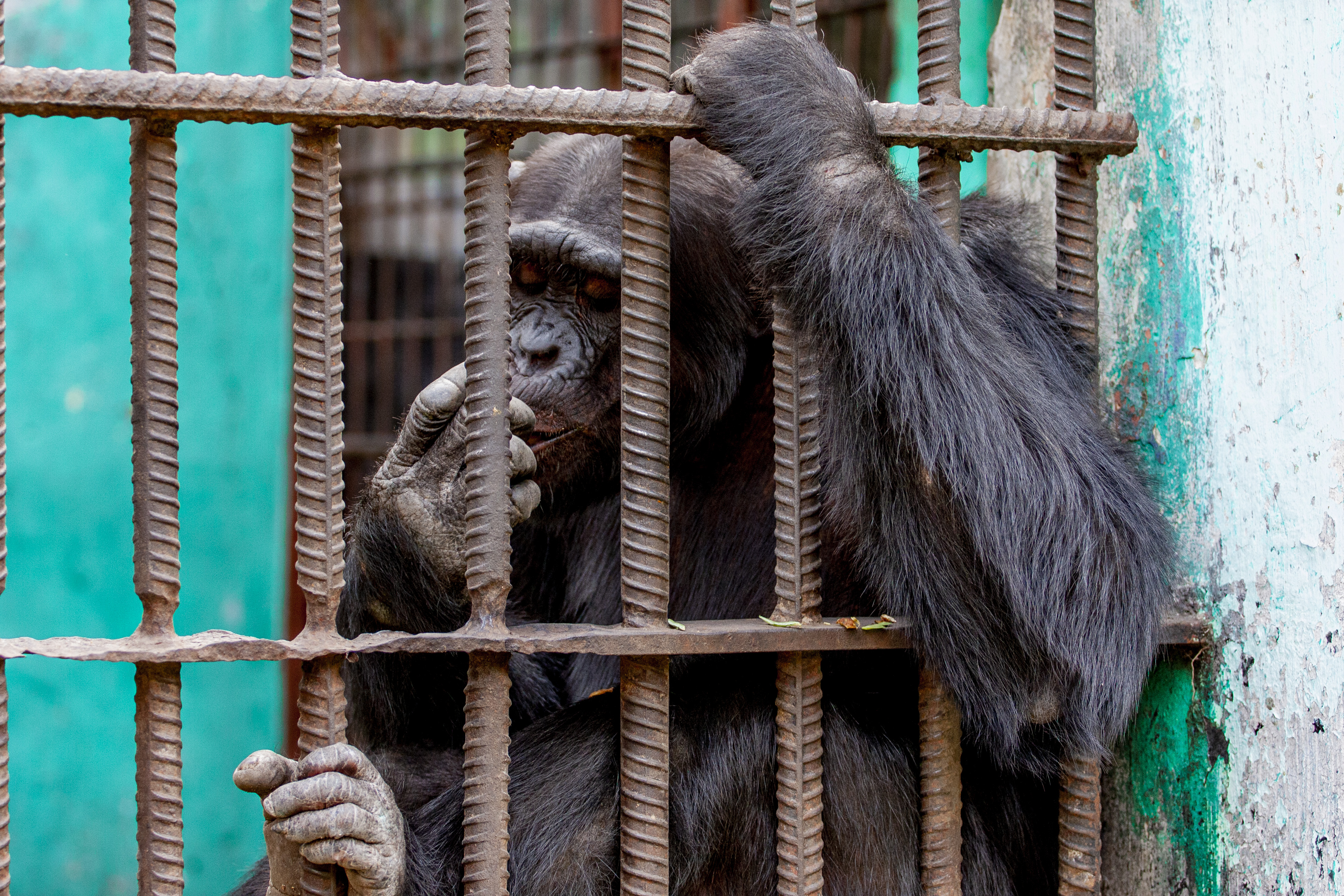
Chimpanzé
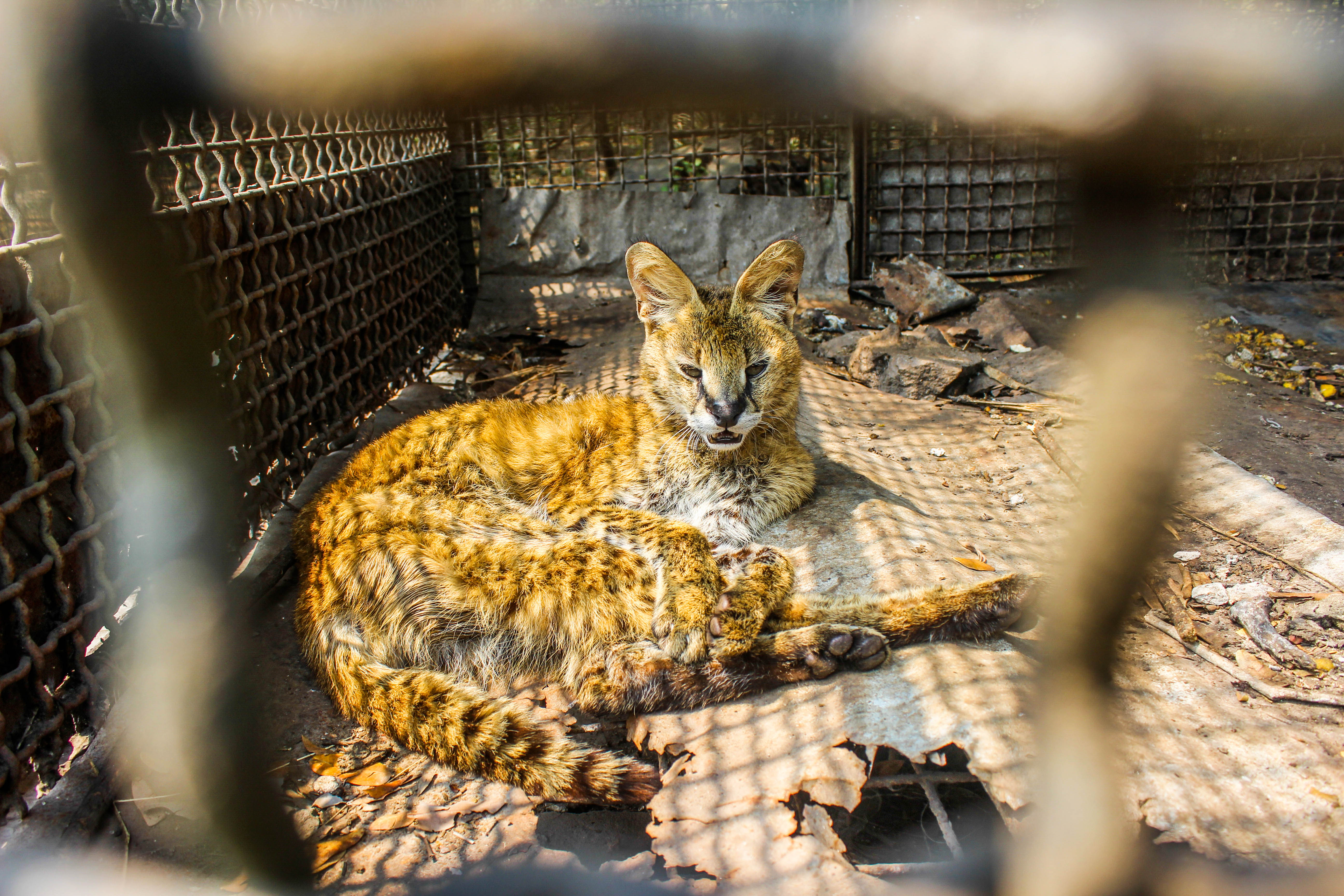
Um majestoso felino habitante do zoológico
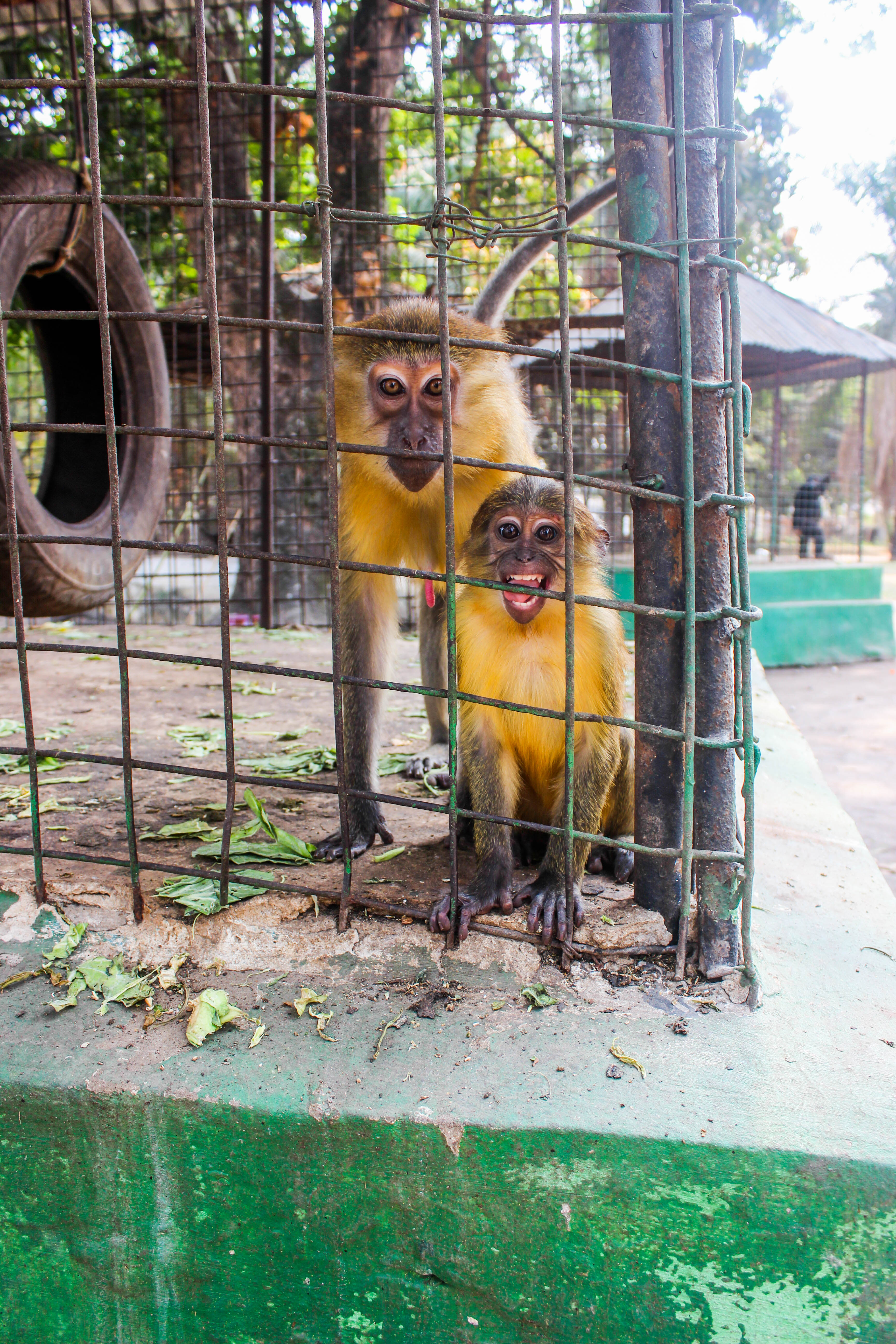
macacos
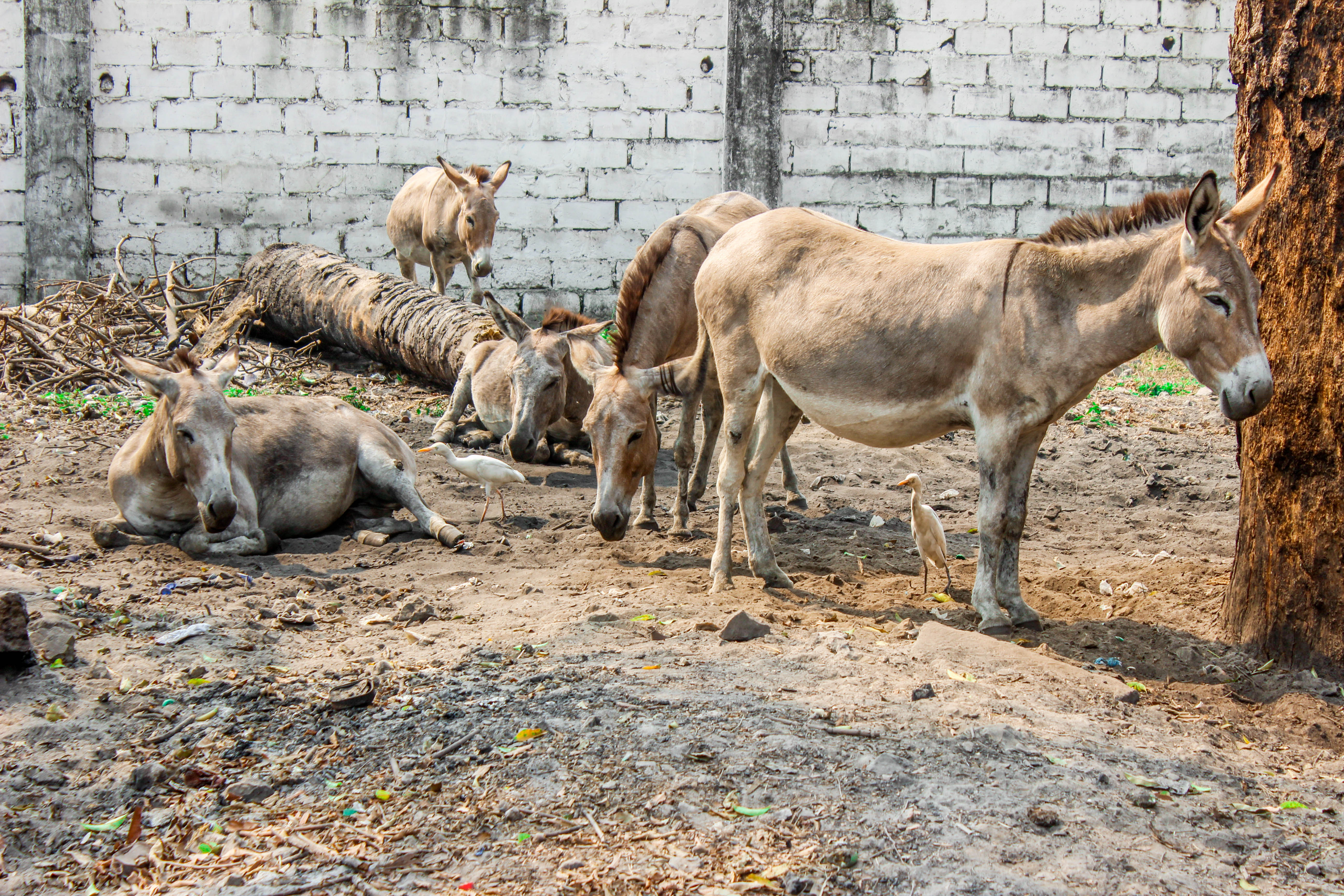
burros
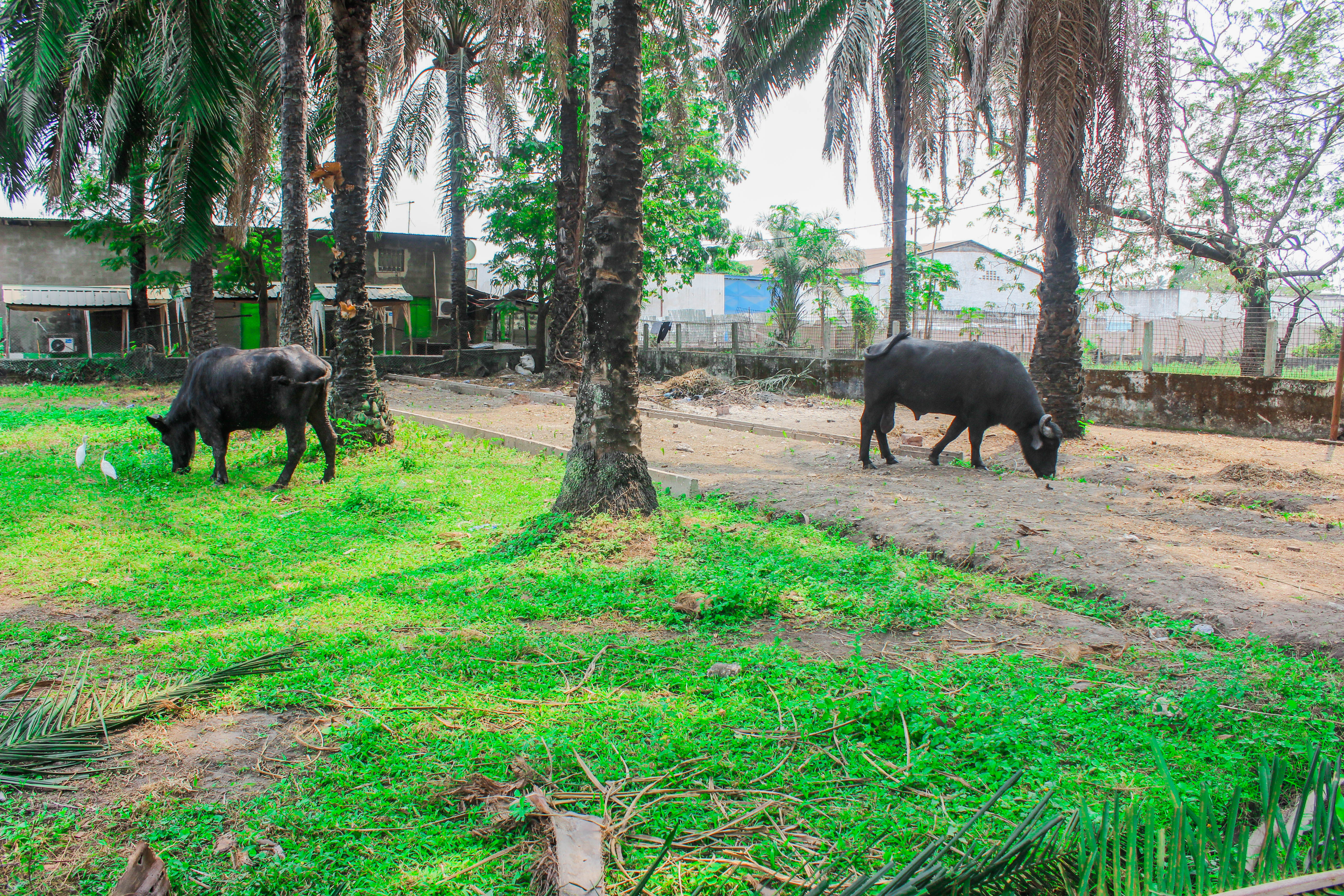
búfalos-africanos
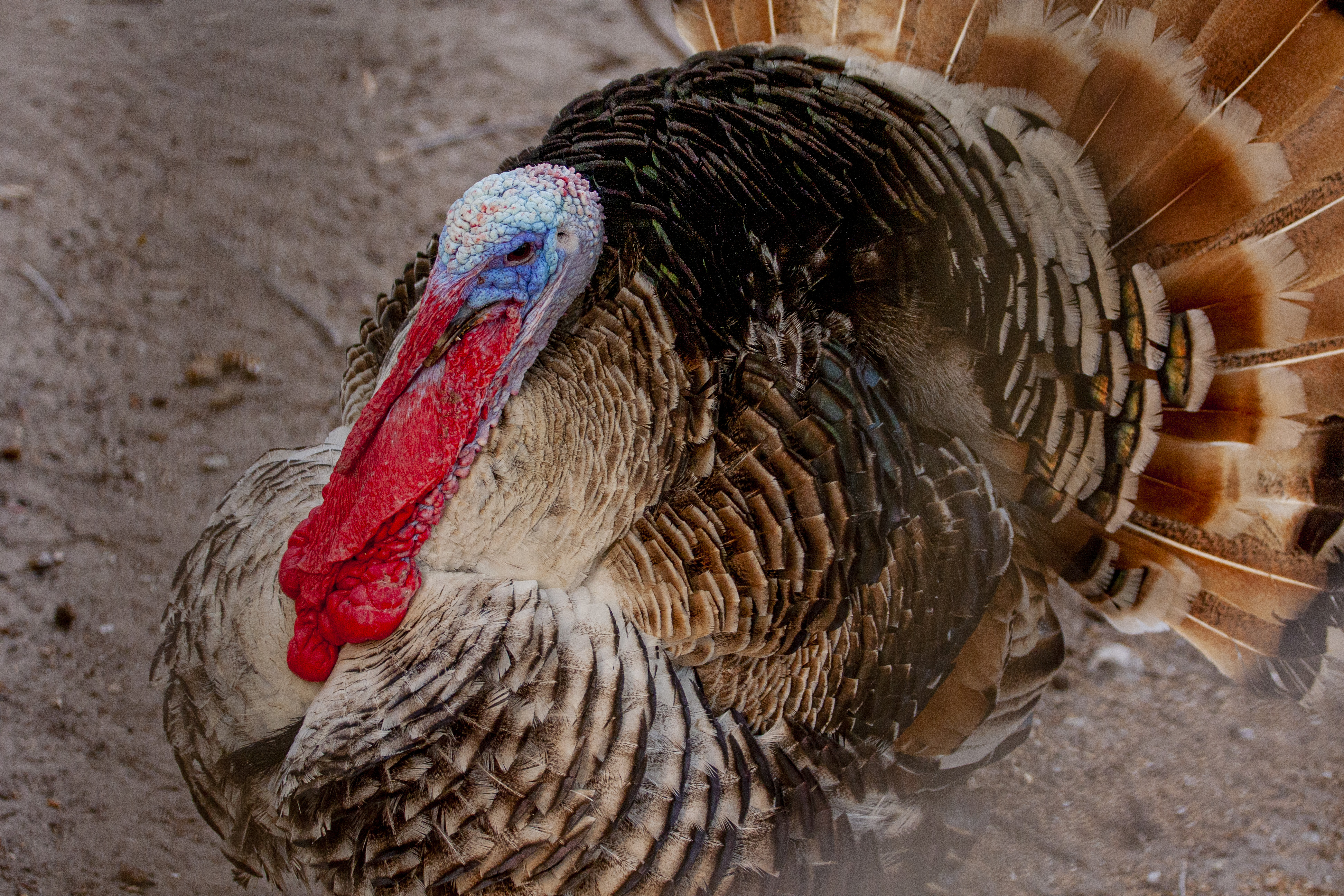
perus
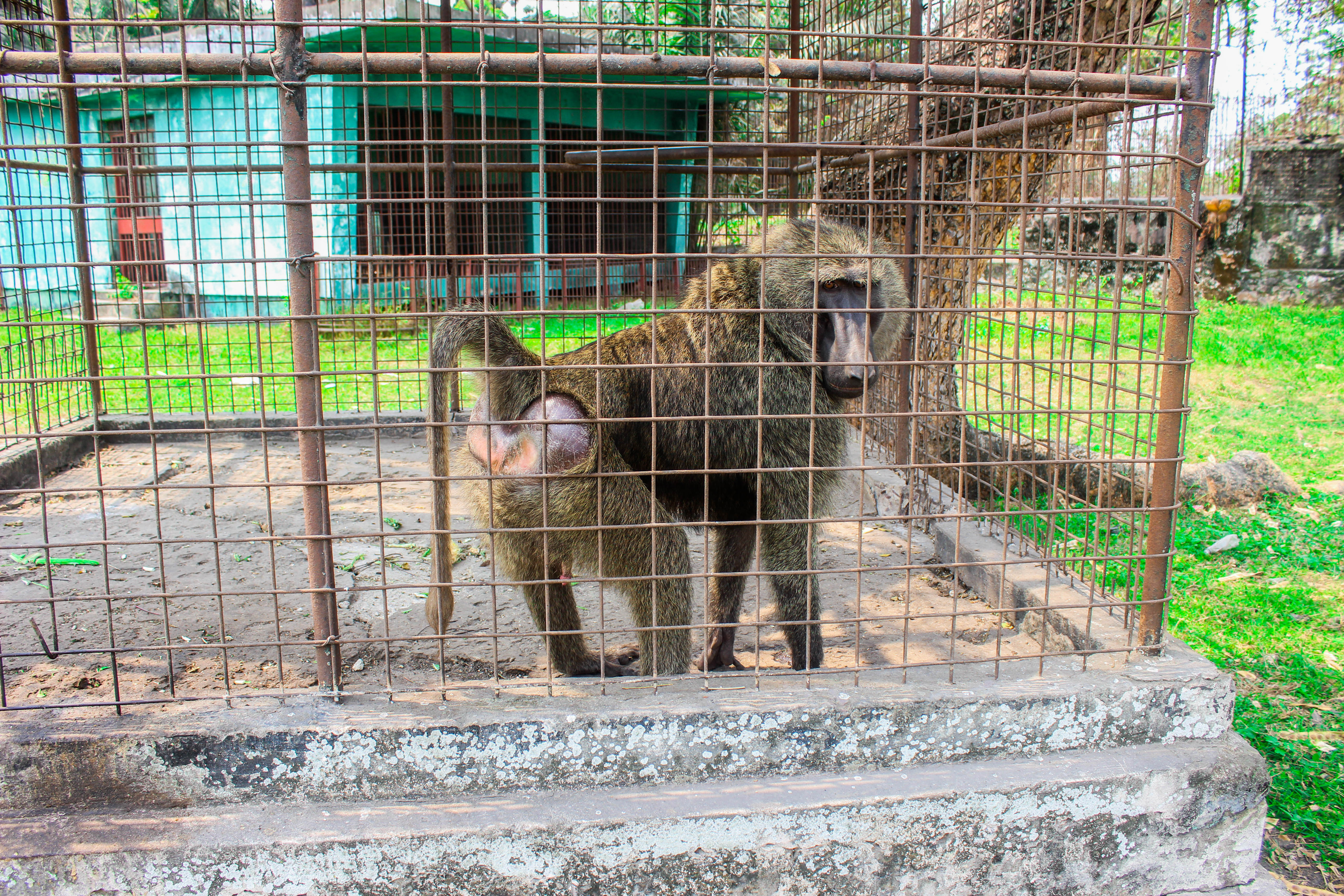
babuíno-amarelo
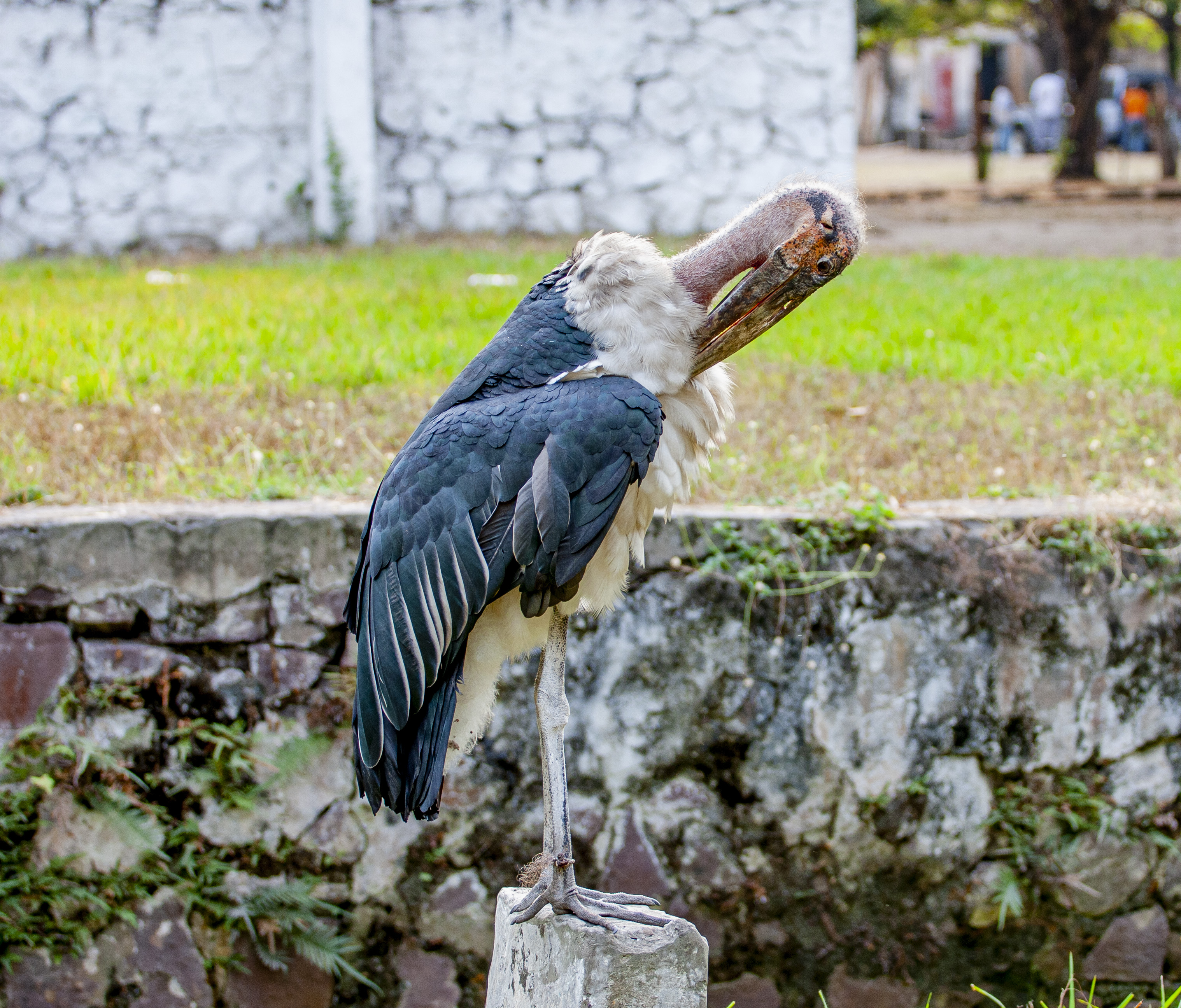
marabus-africanos
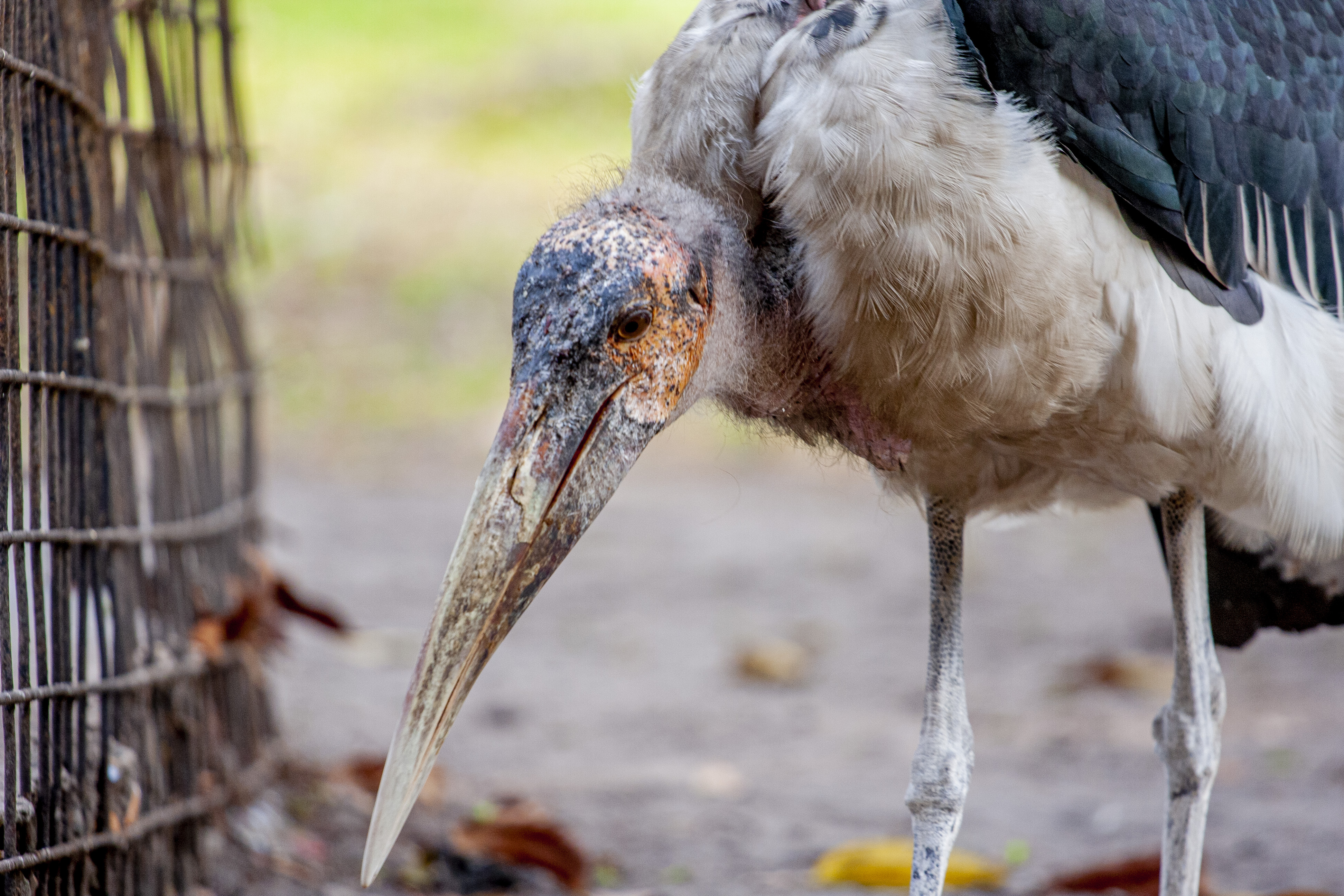
marabus-africanos
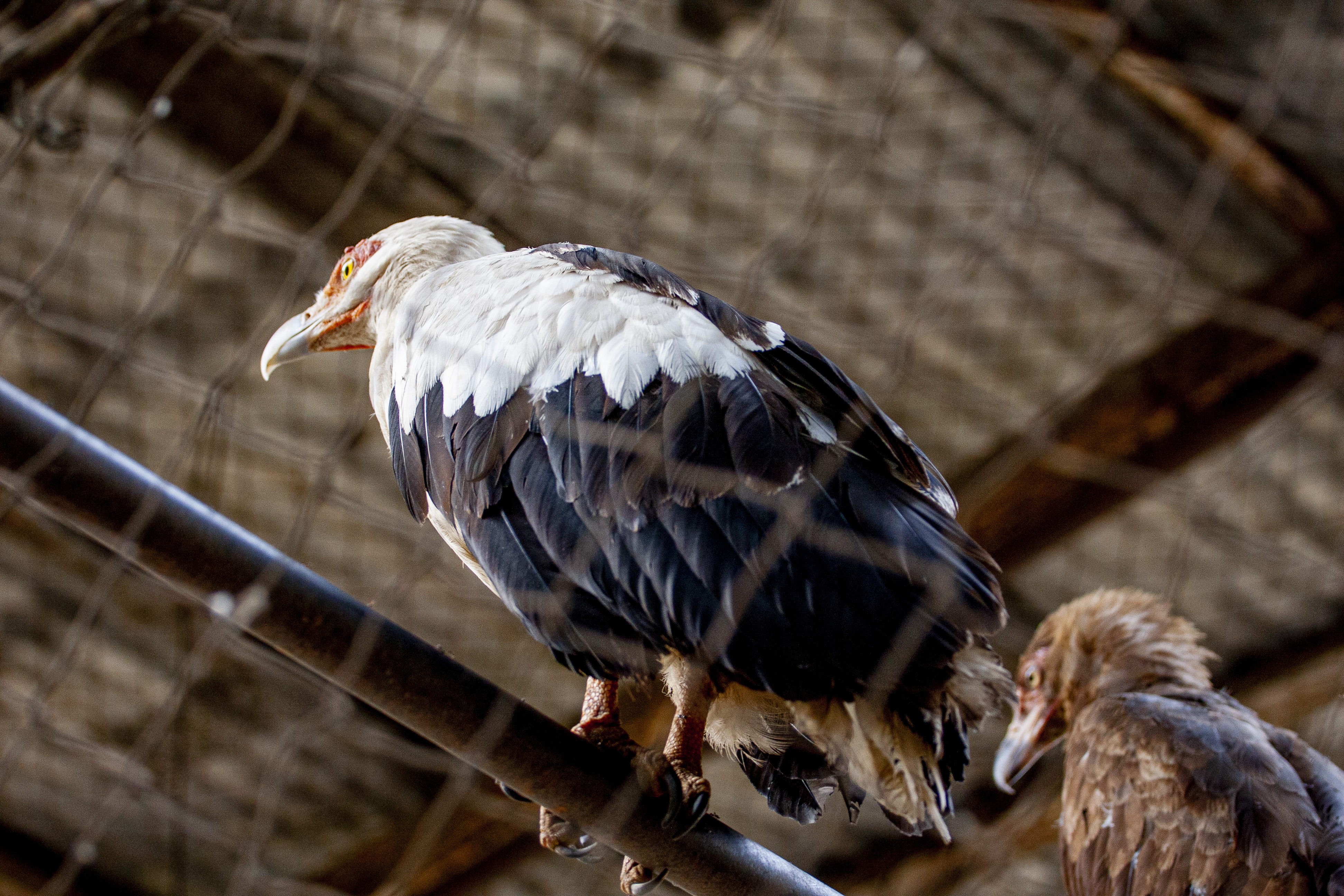
abutre-de-palma
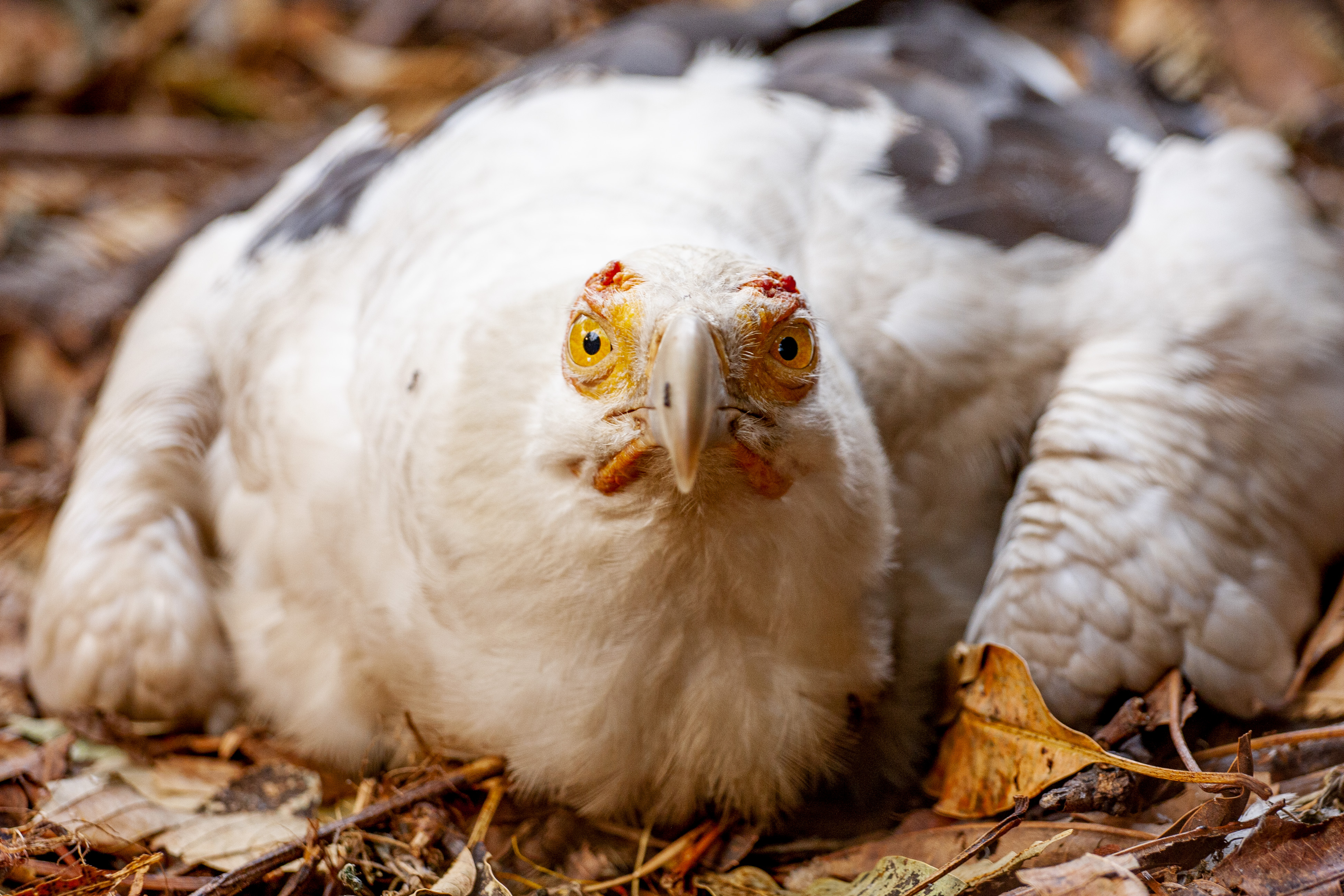
abutre-de-palma
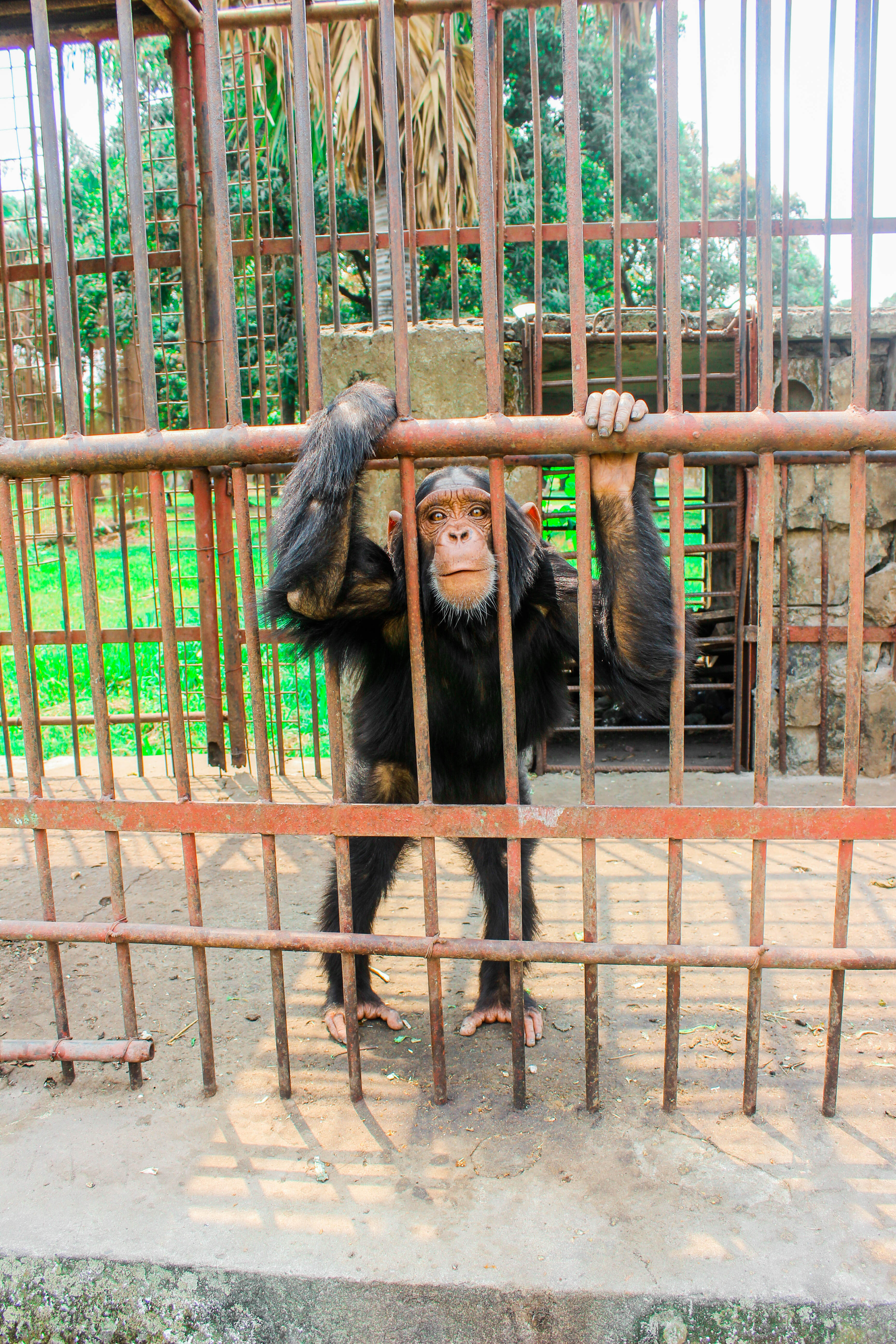
Chimpanzé
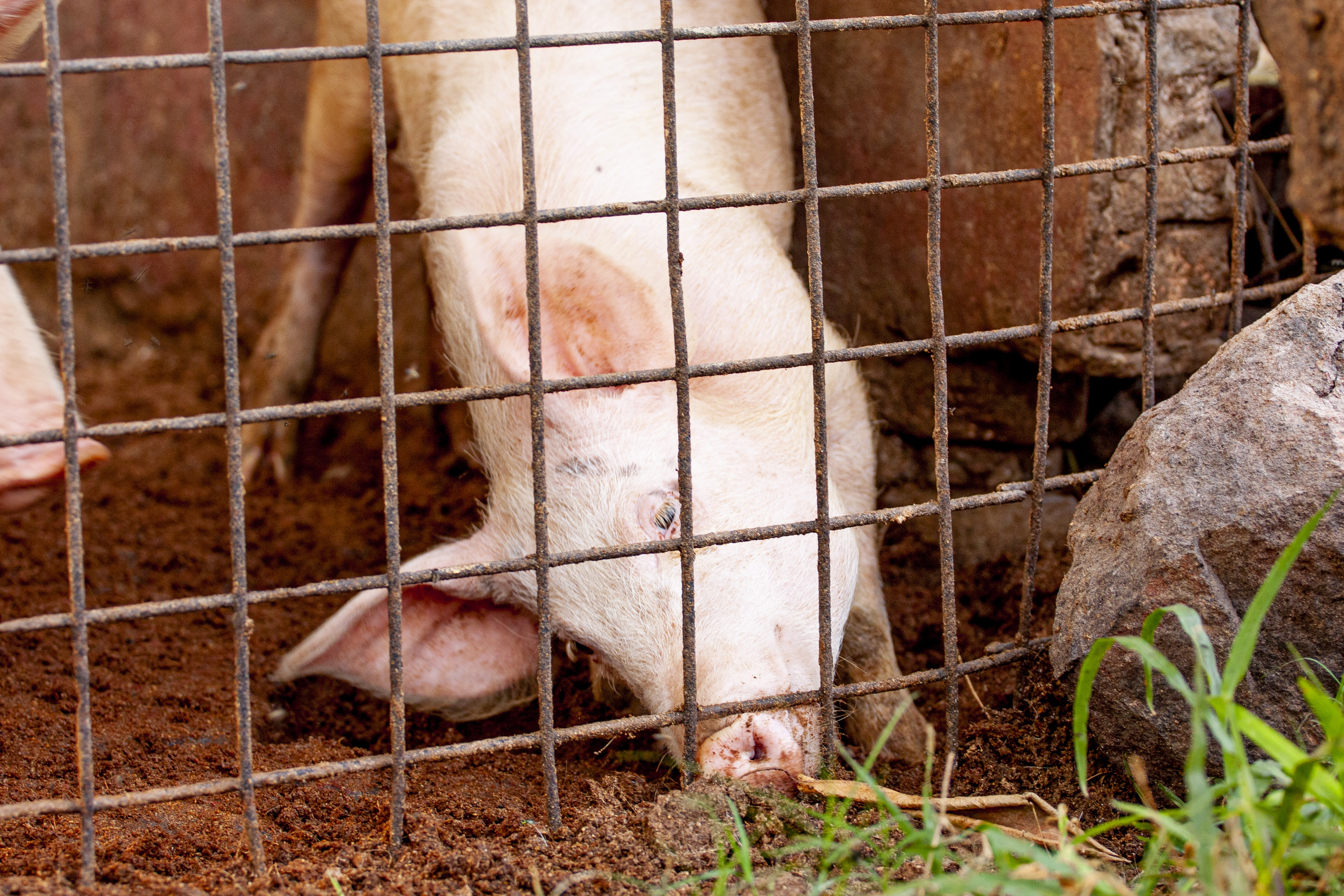
porco